# Guyonvelle
Guyonvelle település Franciaországban, Haute-Marne megyében. Lakosainak száma 90 fő (2022. január 1.). Guyonvelle Anrosey, Laferté-sur-Amance, Soyers, Velles és Voisey községekkel határos.

## Népesség
A település népességének változása:
| Lakosok száma | 225  | 177  | 146  | 121  | 104  | 106  | 107  | 104  | 103  | 90   |
|               | 1968 | 1982 | 1990 | 2006 | 2013 | 2015 | 2017 | 2019 | 2020 | 2022 |